# Ipet-weret
Ipet-weret, auch Opet-weret („Die große Haremsgöttin“) ist bereits seit dem Alten Reich als Geburtsgöttin Ipi-weret bekannt und hatte in der Frühzeit mythologische Verbindungen zum dritten oberägyptischen Gau.
Im Mittleren- und im Neuen Reich erfuhr Ipet-weret in Theben die größte Verehrung. Besonders in der griechisch-römischen Zeit repräsentierte Ipet-weret die schon vorher bestehenden Gleichsetzungen mit den Göttinnen Nut und Hathor.

## Tempel und Darstellung

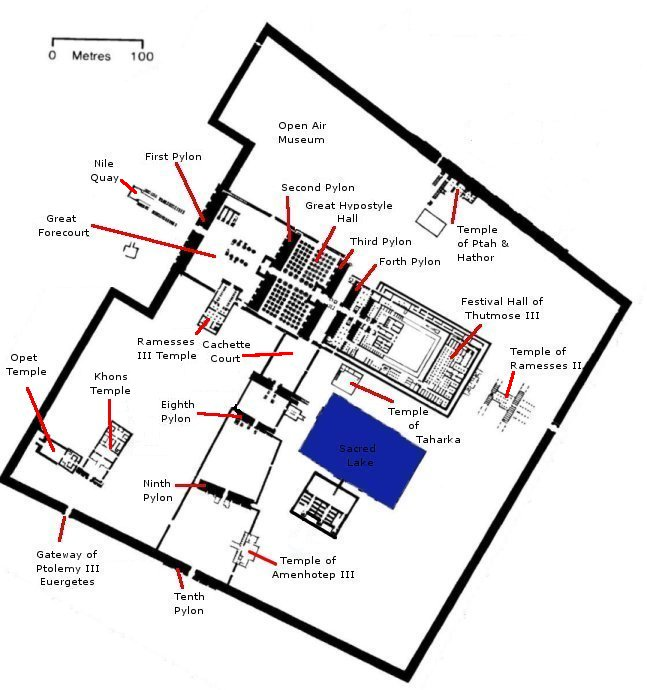
Tempel-Bezirk von Karnak. Der Ipet-weret-Tempel am linken Rand.

Der Tempel der Ipet-weret schloss westlich an den Chons-Tempel in Karnak an. Im dortigen Kult galt sie als „wiedergebärende Mutter der Isis und des Osiris“. Zusätzlich war Ipet-weret auch unter der Bezeichnung „Ipet-weret-Nut“ bekannt.
Ikonografisch ist sie zunächst mit Nilpferdkopf neben der Bahre des Osiris dargestellt; später meist „Feuer spuckend“ mit Menschenkopf, Löwenpranken und Messer, Hathor-, Doppelfeder- und Atefkrone.

## Kult und Kalender
Im ägyptischen Kalender feierten die Ägypter den Tag „Isis wird von Ipet-weret in der Nacht des Kindes in seinem Nest im Haus der Ipet geboren“. Ihr Sternbild war das „Nilpferd mit dem Krokodil auf dem Rücken“; auch Ipet-em-pet genannt.
In Gebeten und Anrufungen wurde sie einerseits als „Mutter der Verstorbenen“ genannt: „Die Verstorbenen sind voll des Jubels vor ihrem Tempel, dem Tag des Knüpfens der Sehne.“ Andererseits sah die Bevölkerung in ihr die Mutter und Reinkarnation des Osiris: „Sie wiederholt die Geburt des Osiris, der mächtig ist in dessen Gestalt in Ipet-weret.“